# 乔松
乔松（学名：Pinus wallichiana A.B.Jacks.）是松科松属的植物。分布于印度、阿富汗、不丹、尼泊尔、缅甸、锡金、巴基斯坦以及中国大陆的云南、西藏等地，生长于海拔1,600米至3,300米的地区，多生长于针叶树阔叶树混交林中，目前尚未由人工引种栽培。
學名中種小名以丹麥籍外科醫師及植物學家瓦立池命名，以資紀念其對印度、孟加拉等地植物學的貢獻。異名：
- Pinus excelsa Wallich ex D. Don (1828), not Lamarck (1778)
- Pinus griffithii M’Clelland (1854), not (J. D. Hooker) Parlatore (1868)[註 1]
- Pinus nepalensis Chambray (1845), not J. Forbes (1839).